# Marc Cesoní
Marc Cesoní (en llatí: Marcus Caesoninus) va ser un jutge romà de gran integritat que va dirigir la investigació per l'assassinat de Cluenci l'any 74 aC, en una cort presidida per Gai Juni.
Va ser edil electe l'any 70 aC junt amb Ciceró per exercir el 69 aC, any en què s'havia de fer el judici de Verres, que va fer tots els possibles per posposar-lo per l'any següent, el 68 aC ja que el càrrec de jutge i el d'edil eren incompatibles. Segurament va ser pretor junt amb Ciceró l'any 66 aC. Aquest Cesoní és segurament el mateix del que parla Ciceró l'any 45 aC.